# Hrabstwo Abbeville

Piramida wieku hrabstwa

Hrabstwo Abbeville – hrabstwo w stanie Karolina Południowa w USA. Centrum administracyjnym hrabstwa jest Abbeville. W 2000 roku populacja hrabstwa wynosiła 26 167 osób. Powierzchnia wynosi 1 323 km², z czego 1 316 km² to powierzchnia lądowa, a pozostałe 8 km² to wodna (rzeki, jeziora).
Zarówno hrabstwo jak i jego siedziba swoją nazwę wzięły od francuskiego miasta Abbéville. Utworzone zostało w 1785 roku. Początkowo osiedlali się tam irlandzcy i hugenoccy farmerzy.

## Geografia

### Miasta
- Abbeville
- Calhoun Falls
- Donalds
- Due West
- Lowndesville
- Ware Shoals

### CDP
- Antreville
- Lake Secession

### Sąsiednie hrabstwa
- Hrabstwo Greenville - północ
- Hrabstwo Anderson - północ
- Hrabstwo Laurens - północny wschód
- Hrabstwo Greenwood - wschód
- Hrabstwo McCormick - południowy wschód
- Hrabstwo Elbert, w stanie Georgia - zachód